# Battaglia di Thouars

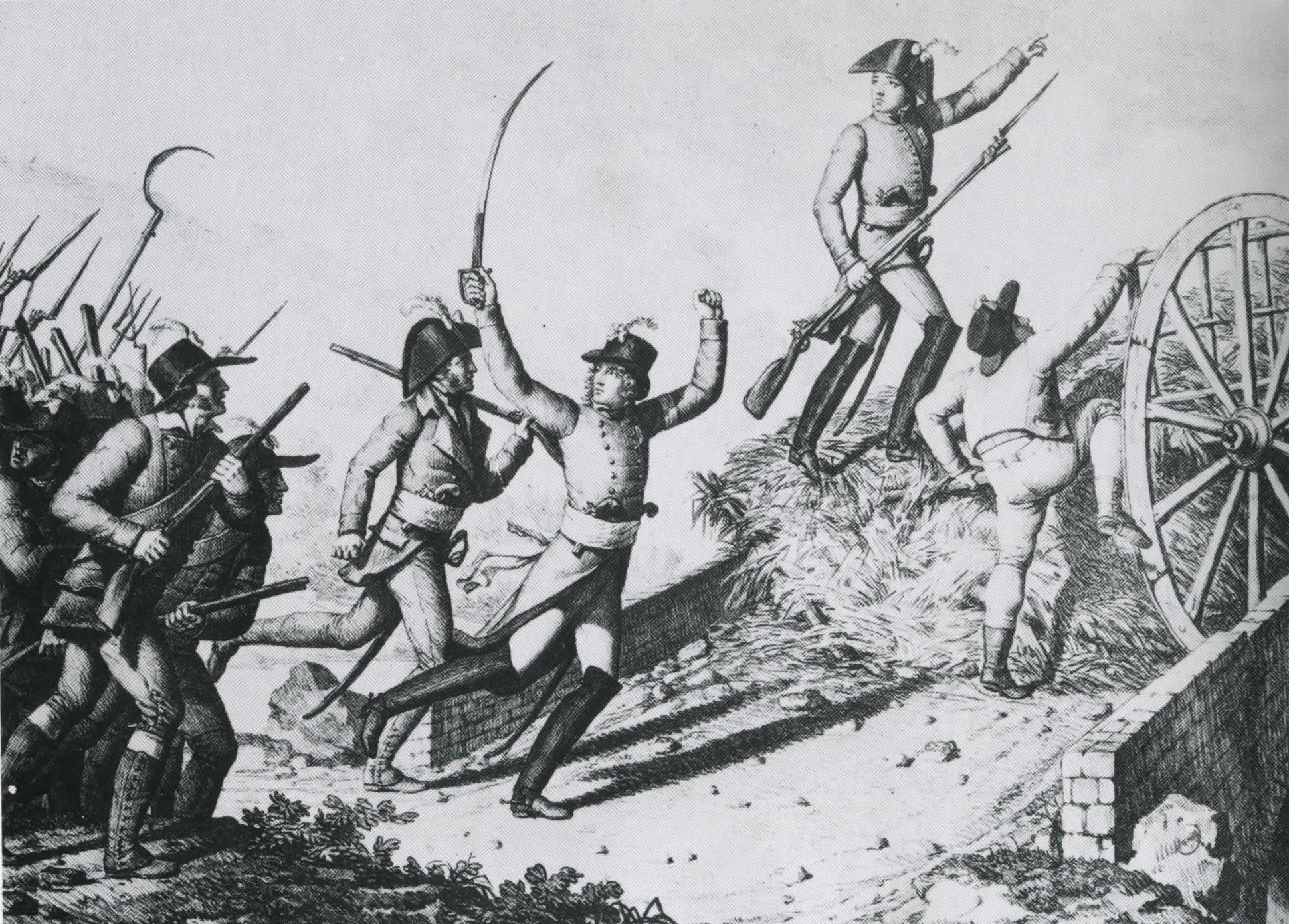
La Rochejaquelein e Lescure alla testa dei vandeani alla battaglia di Thouars

La battaglia di Thouars è stata una battaglia delle Guerre di Vandea, avvenuta il 5 maggio 1793 a Thouars, combattuta tra l'esercito repubblicano francese e l'Esercito cattolico e reale.
La mattina del 5 maggio, i vandeani iniziarono l'attacco alla città di Thouars. I repubblicani, per difendere la città, si erano posizionati sui ponti del fiume Thouet situato dinanzi alla città. Il principale confronto avere luogo sul ponte di Vrine, che i vandeani non riuscivano a prendere. Il confronto durò 6 ore fino a quando non arrivò Louis Marie de Lescure, che partecipava alla sua prima battaglia, si presenta da solo sul ponte, sotto il fuoco nemico, ed esortò i suoi uomini a seguirlo. I vandeani attraversarono allora il ponte ed i repubblicani furono presi alle spalle dalla cavalleria comandata da Bonchamps che aveva attraversato il fiume su un guado. Nonostante l'arrivo di rinforzi, i repubblicani furono messi in rotta e ripiegarono verso la città. I vandeani con Henri de La Rochejaquelein alla loro testa, li inseguirono ed attaccarono da dentro la città. Rapidamente, le truppe repubblicane capitolarono.
I vandeani presero una grande quantità di armi e di polvere da sparo. I prigionieri dell'esercito francese vennero rilasciati, dopo avere fatto il giuramento di non combattere in Vandea, gli venne rasata la testa per non rimangiarsi la parola data.
Il generale Quètineau e i suoi uomini, tornati al loro accampamento repubblicano vennero però arrestati e condannati a morte dal tribunale rivoluzionario, per la sconfitta subita e per il giuramento fatto ai vandeani.